# Best practice
En best practice er en metode eller teknik, der generelt er accepteret som værende bedre end andre kendte alternativer, fordi den ofte giver bedre resultater end alternativet eller fordi den er blevet en standardmåde at gøre ting på, eksempelvis en standardmåde at overholde juridiske eller etiske krav på.
Best practices anvendes til at opretholde kvalitet som et alternativ til obligatoriske lovbestemte standarder og kan baseres på selvbedømmelse eller benchmarking. Best practice er kendetegnet ved akkrediterede ledelsesstandarder såsom ISO 9000 og ISO 14001.
Best practice anvendes også inden for specifikke områder som strategisk ledelse, herunder god landbrugspraksis, god fremstillingspraksis, god laboratoriepraksis, god klinisk praksis og god distributionspraksis. Disse anvendelser viser, hvordan termen best practice kan specialiseres til at adressere konkrete operationelle eller etiske standarder inden for forskellige fagområder.
Formålet med best practice er ikke kun at identificere og anvende de bedste teknikker og metoder, men også at fremme en kultur af kontinuerlig forbedring og læring. Dette kan indebære at tilpasse strategier og metoder til organisationens unikke omstændigheder og behov, hvilket kræver en vigtig strategisk kompetence i at balancere organisationens særegne kvaliteter med de praksisser, som det har til fælles med andre.
Det er dog vigtigt at være kritisk over for brugen af termen "best practice". Diskussionen om, hvad der udgør en "best practice", kan være subjektiv og varierer alt efter kontekst. Kritikere fremhæver, at et mere nuanceret sprogbrug kan være at foretrække, hvor man tale om "effektive praksisser", "lovende praksisser" eller "smarte praksisser" frem for "bedste praksisser". Dette understreger betydningen af at vurdere praksisser ud fra deres effektivitet og egnethed i specifikke situationer, frem for generelt at antage, at én tilgang er bedre end alle andre.